# Ramgram
Ramgram ist eine Stadt (Munizipalität) im Terai von Nepal.
Ramgram ist Verwaltungssitz für den Distrikt Nawalparasi in der Verwaltungszone Lumbini. Der frühere Name Parasi (परासी) ist noch weitgehend geläufig.
Die Bevölkerung von Ramgram ist hauptsächlich hinduistisch. In der Nähe befindet sich aber auch eine wichtige buddhistische Kultstätte, die Ramgram Stupa.
Der Fluss Jharai durchfließt Ramgram in südlicher Richtung.
Das Stadtgebiet umfasst 34,72 km².

## Einwohner
Bei der Volkszählung 2011 hatte die Stadt Ramgram 25.990 Einwohner (davon 12.807 männlich) in 4972 Haushalten.

## Klima
Ramgram ist einer der heißesten Orte Nepals, im Mai wurde hier einmal eine durchschnittliche Temperatur von 44,4 °C, im Juni von 44,7 °C gemessen. Das sind beides Rekordwerte für Nepal. Auch im langjährigen Durchschnitt ist Ramgram eine der heißesten Städte Nepals, mit über 37 °C Durchschnittstemperatur im Mai.